# Слобідська сільська рада (Буринський район)
Слобідська́ сільська́ ра́да — колишній орган місцевого самоврядування в Буринському районі Сумської області. Адміністративний центр — село Слобода.

## Загальні відомості
- Населення ради: 3 228 осіб (станом на 2001 рік)

## Населені пункти
Сільській раді підпорядковані населені пункти:
- с. Слобода
- с-ще Леонтіївка
- с-ще Сорочинське

### Колишні населені пункти
- с. Радянське, 1988 року зняте з обліку
- с. Головинка, зняте з обліку у 1960-х роках

## Склад ради
Рада складається з 16 депутатів та голови.
- Голова ради:
- Секретар ради: Ліщенко Олена Анатоліївна

### Керівний склад попередніх скликань
| Прізвище, ім'я, по батькові | Основні відомості                                                         | Дата обрання | Дата звільнення |
| --------------------------- | ------------------------------------------------------------------------- | ------------ | --------------- |
| Обруч Олексій Ілліч         | Сільський голова, 1952 року народження, член Комуністичної партії України | 26.03.2006   | 31.10.2010      |
| Ладуха Віктор Борисович     | Сільський голова, 1969 року народження, освіта вища                       | 31.10.2010   | 10.04.2014      |

Примітка: таблиця складена за даними сайту Верховної Ради України